# Mithraïsme

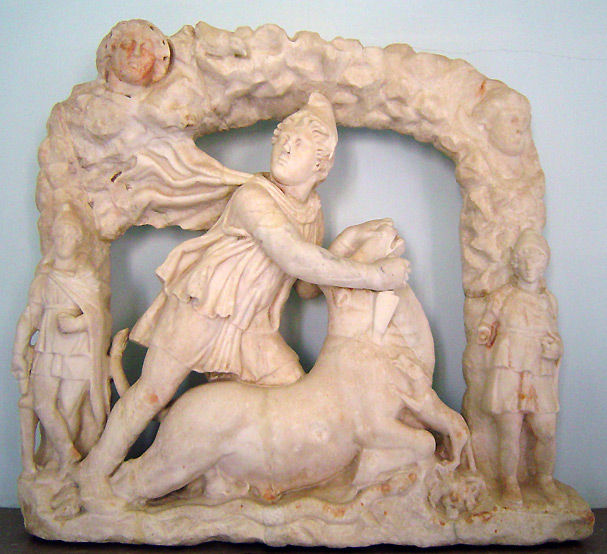
Romeinse sculptuur (3e eeuw n.Chr.) van Mithras die een stier slacht. In elk mithraeum (Mithraïstische tempel) nam deze afbeelding een centrale plaats in.

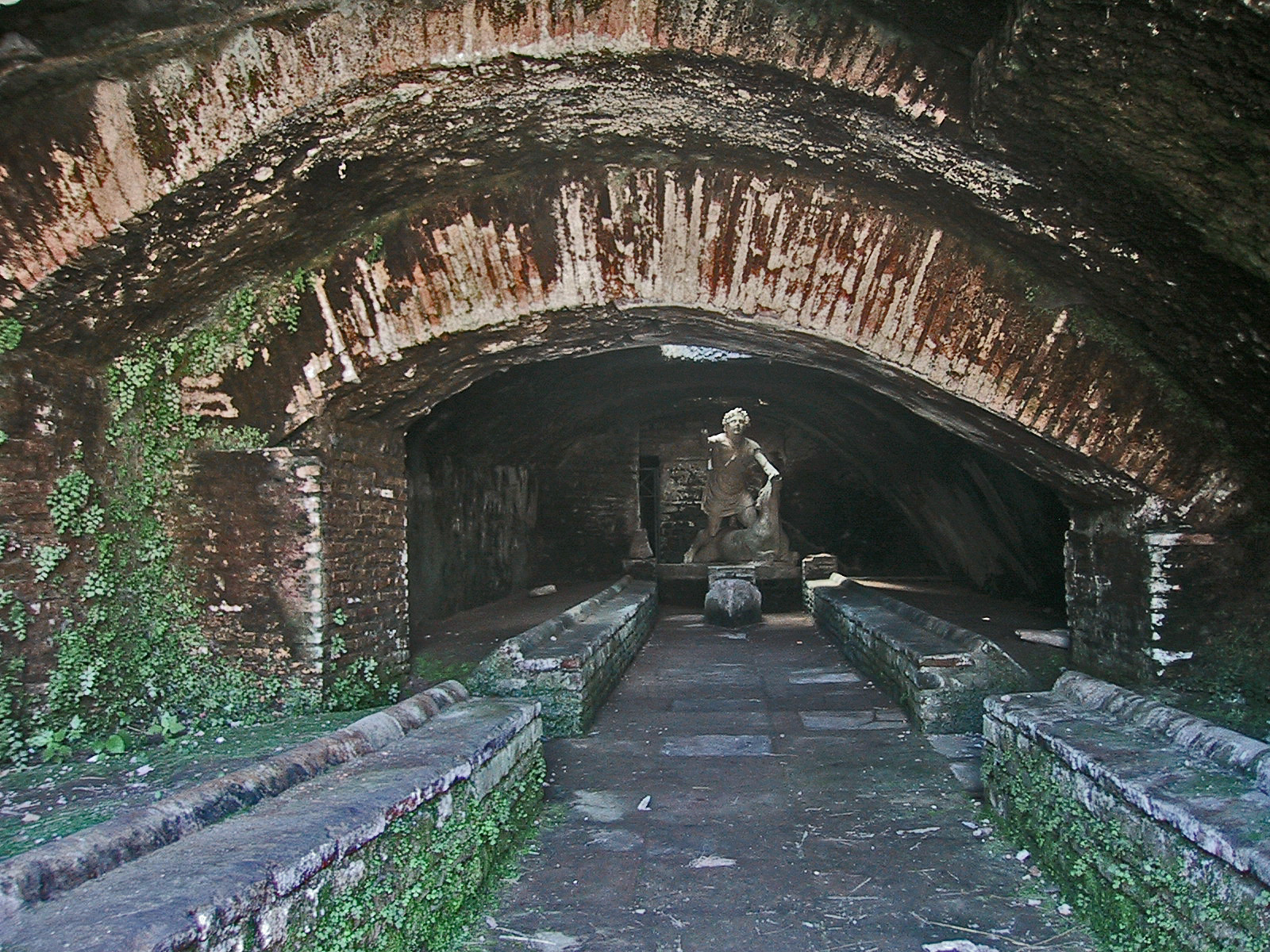
Overblijfselen van een mithraeum in Ostia Antica, Italië.

Het mithraïsme, ook wel de Mithrascultus genoemd, was een mysteriecultus rond de god Mithras, die van de late eerste eeuw tot de late vierde eeuw beoefend werd in grote delen van het Romeinse Rijk. Het was een van de twee officiële godsdiensten in het Romeinse Rijk tot ca. 300 n.Chr., toen de opkomst van het christendom in Rome het mithraïsme afzwakte. Het bleef daarna een belangrijke godsdienst in het West- en Oost-Romeinse Rijk.
Volgens sommige theorieën zou het christendom veel van de Mithrascultus hebben overgenomen in zijn eigen cultus. Zie ook Christendom en syncretisme.

## Beschrijving
Aanhangers van het mithraïsme vereerden de god Mithras, gebaseerd op de Oud-Perzische god Mithra, die ook een belangrijke rol speelde als goddelijk wezen in het zoroastrisme. Het is echter onduidelijk of er enige continuïteit bestaat tussen de verering van deze Iraanse god en de latere Romeinse Mithrascultus.
Het was een geheimzinnige cultus die niet gebaseerd was op heilige geschriften, waardoor er weinig bekend is over deze godsdienst. Het kwam op in de 1e eeuw v.Chr. en was populair in het Romeinse Rijk vanaf de 1e eeuw n.Chr. tot de 5e eeuw n.Chr.  
Na een initiatierite, voor alleen mannen, werden ze ingewijd in de geheimen van het geloof. De cultus vond plaats in tempels, mithraeum genoemd. In deze tempels werd een centrale plaats ingenomen door een afbeelding van Mithras die een stier slacht. De betekenis van deze slachtscène is onduidelijk. Links en rechts van Mithras werden meestal zijn fakkeldragers Cautes en Cautopates afgebeeld. Het besprenkelen met en het drinken van Stierenbloed was van oudsher een belangrijk inwijdingsritueel. Later werd dit waarschijnlijk ook overgenomen bij het christendom als onderdeel van de consecratie, waarbij miswijn symbool stond voor het bloed van Christus.

## Verder lezen
- R. Beck, art. Mithraism, Iranica.com (2003).
- F. Cumont - trad. T.J. McCormack, The Mysteries Of Mithra, Chicago, 1903.
- David Fingrut, Mithraism. The Legacy of the Roman Empire's Final Pagan State Religion, in LacusCurtius (1993).
- https://web.archive.org/web/20040427151813/http://www2.evansville.edu/ecoleweb/articles/mithraism.html
- J. Parsay, Mithrakult (Mehrayini) in Iran und in Europa, in FACTORY (2004).
- D. Ulansey, Mithraism. The Cosmic Mysteries of Mithras, in Biblical Archaeology Review 20 (1994), pp. 40-53.
- M. Weiß, Mithras-kult.de